# Shoot (Burden)
Pour les articles homonymes, voir Shoot.
Shoot était une performance de 1971 par Chris Burden, dans laquelle il s'est fait tirer dessus de manière non létale.

## Description
Le 19 novembre 1971, à la galerie F-Space de Santa Ana, en Californie, un ami de l'artiste a levé un fusil de calibre .22 à une distance de 15 pieds (soit 4,5 mètres) de l'artiste Chris Burden et lui a tiré une balle dans l'épaule gauche. La performance a été documentée dans une vidéo de huit secondes sur film au format 16 mm et via des photographies.L'œuvre a ensuite été présentée à travers des photographies documentaires et des textes de Burden.

## Analyse
Burden a déclaré que la performance consistait à ressentir ce qu'il n'avait vécu que visuellement. Les thèmes de la guerre du Vietnam étaient fréquents dans les médias américains à l'époque de la performance.
On peut aussi souligner le rôle de la non-intervention des spectateurs : avec un effet du témoin, personne n'a contesté l'action potentiellement mortelle.